# Condamine, Ain

Condamine este o comună în departamentul Ain din estul Franței.